# Gökhan Keser

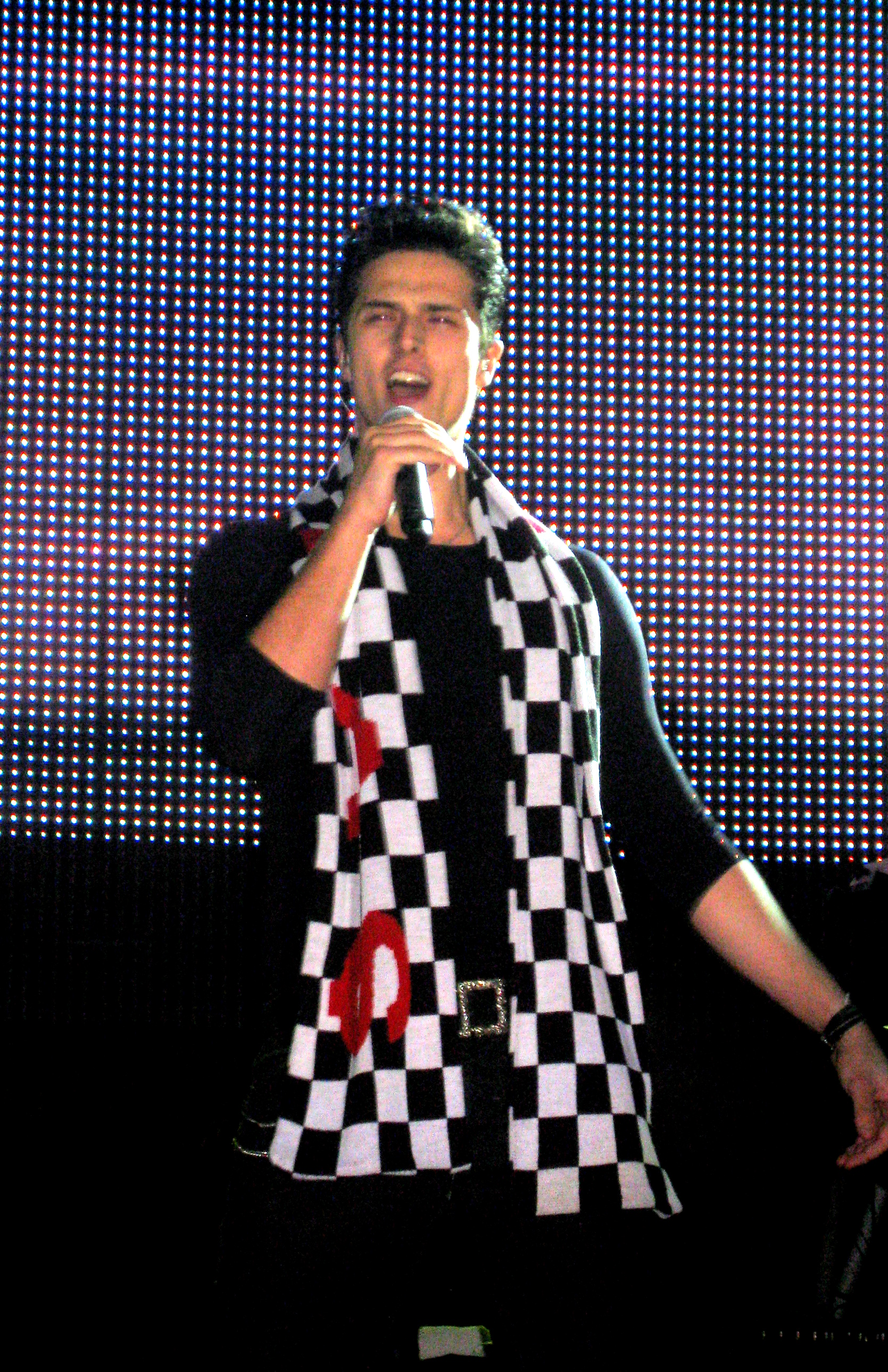
Gökhan Keser

Gökhan Keser (* 9. September 1987 in Izmir) ist ein türkischer Filmschauspieler, Model
und Sänger.

## Leben und Karriere
Keser wurde am 9. September 1987 in Izmir geboren. 2002 begann sein Modelkarriere. Anschließend nahm er an „Best Model Of Turkey“ teil und belegte den zweiten Platz. Anschließend erreichte 2006 an der Manhunt International den dritten Platz. Seine erste Hauptrolle bekam er im selben Jahr in Selena. Außerdem war er 2015 in der Serie Sen Benimsin zu sehen. Unter anderem wurde er 2021 für den Film Yalancı Sevgilim gecastet.
Im Jahr 2011 startete Gökhan Keser ebenfalls eine Musik-Karriere. Seine ersten Songs nahm er mit der bekannten Sängerin Sıla auf. Im Video zum Song Hadi Oradan ist das deutsche Model Tessa Bergmeier zu sehen. Im Jahr 2012 erschien sein Debüt-Album, seine erste EP drei Jahre später. Er machte in den 2010er Jahren mit Singles wie Söylesem Ayıp Olur, İnlerim Allah oder Beni Özledin Mi auf sich aufmerksam.

## Filmografie
Filme
- 2015: Seviyorum Seni Ama Arkadaşça
- 2016: Cumali Ceber: Allah Seni Alsın
- 2017: Atçalı Kel Mehmet
- 2021: Yalancı Sevgilim

Serien
- 2005: Cennet Mahallesi
- 2006–2009: Selena
- 2015: Sen Benimsin

Sendungen
- 2014: Survivor 2014 Ünlüler-Gönüllüler
- 2022: Survivor 2022: All Star

## Diskografie

### Alben
- 2012: Gökhan Keser

### EPs
- 2015: Bul Beni

### Singles
- 2011: Hadi Oradan (mit Sıla)
- 2011: Bazen (mit Sıla)
- 2012: Seninle Bozdum
- 2012: Ceket
- 2012: En Kötü Günümüz Böyle Olsun
- 2014: Hiç Vaktim Yok
- 2015: İnlerim Allah
- 2015: Söylesem Ayıp Olur
- 2016: Beni Özledin Mi
- 2018: Kimi Sevsem Açıldı Kısmeti
- 2021: Yangın
- 2023: Aynen Aynen
- 2023: Nedensiz Telaşlar
- 2024: Yalan
- 2025: Yeter